# Saint-Mards-de-Fresne
Saint-Mards-de-Fresne ist eine französische Gemeinde mit 344 Einwohnern (Stand 1. Januar 2022) im Département Eure in der Region Normandie (vor 2016 Haute-Normandie). Sie gehört zum Arrondissement Bernay und zum Kanton Beuzeville. Die Einwohner werden Flaviniens genannt.

## Geografie
Saint-Mards-de-Fresne liegt etwa 16 Kilometer ostsüdöstlich von Lisieux in der Landschaft Pays d’Auge. Umgeben wird Saint-Mards-de-Fresne von den Nachbargemeinden Le Planquay im Nordwesten und Norden, Saint-Vincent-du-Boulay im Norden und Nordosten, Plainville im Osten, Capelle-les-Grands im Süden, Saint-Germain-la-Campagne im Süden und Südwesten sowie Courtonne-les-Deux-Églises im Westen.
Am östlichen Rand der Gemeinde führt die Autoroute A28 entlang.

## Bevölkerungsentwicklung
| Jahr                       | 1962 | 1968 | 1975 | 1982 | 1990 | 1999 | 2006 | 2013 | 2020 |
| Einwohner                  | 366  | 301  | 325  | 349  | 328  | 317  | 337  | 352  | 334  |
| Quellen: Cassini und INSEE |      |      |      |      |      |      |      |      |      |

## Sehenswürdigkeiten
- Herrenhaus La Motte aus dem 15. Jahrhundert, seit 2004 Monument historique
- Herrenhaus La Fromentière aus dem 18. Jahrhundert, seit 1976 Monument historique

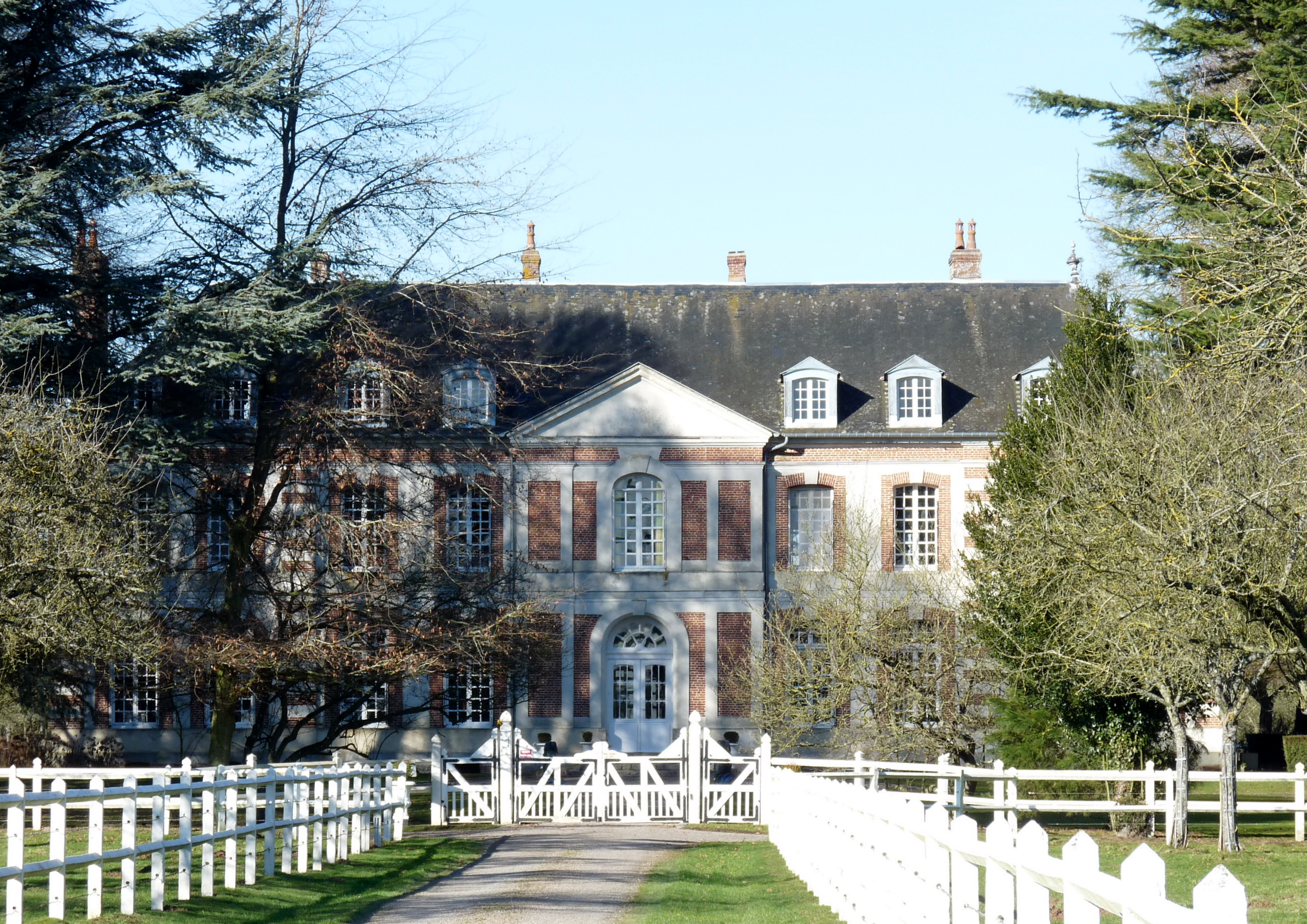
Herrenhaus La Fromentière